# Arisa Tsujimoto
Arisa Tsujimoto (Obihiro, 23 november 1993) is een Japanse langebaanschaatsster.

## Records

### Persoonlijke records
| Afstand    | Tijd    | Datum         | Baan    |
| ---------- | ------- | ------------- | ------- |
| 500 meter  | 38,10   | 15 maart 2019 | Calgary |
| 1000 meter | 1.15,53 | 16 maart 2019 | Calgary |
| 1500 meter | 1.57,23 | 17 maart 2019 | Calgary |
| 3000 meter | 4.09,58 | 15 maart 2019 | Calgary |

(laatst bijgewerkt: 6 maart 2022)

## Resultaten
| Jaar | WK Sprint              |
| ---- | ---------------------- |
| 2022 | 11e (9e, 13e, 8e, 12e) |

(#, #, #, #) = afstandspositie op sprinttoernooi (500m, 1000m, 500m, 1000m).